# キングII作戦
キングII作戦（キングツーさくせん、Operation KINGII、作戦計画 13-44号）とは太平洋戦争中の連合国軍によるレイテ島及び周辺島嶼の攻略作戦である。日本側の対応作戦は捷一号作戦。捷号作戦と比較すると、日本語の文献で本作戦名が示される事は極めて少ない。

## 計画背景
1944年7月末、アメリカ大統領フランクリン・ルーズベルトが出席して行われた軍首脳とのハワイ会談にて、フィリピンへの足場作りを認められた南西太平洋方面最高司令官ダグラス・マッカーサーは、その進攻計画の作成を行った。以前よりマッカーサーはレノと呼ばれるフィリピン進攻計画を持っており、レノ5号（Reno-V ）においてはルソン島への進攻は1945年5月を予定していた。8月に入りテニアン、グアムが相次いで陥落、マリアナ諸島を完全に占領したアメリカ軍は、ペリリュー島、ヤップ、タラウド諸島などが次の目標として見えてきた。
8月16日、陸軍参謀総長ジョージ・C・マーシャルはスケジュールを短縮できるとしたマッカーサーに計画の再提出を命じ、マッカーサーは作戦名称をマスケーティア（Musketeer ）と改名し27日に計画を提出した。それによれば攻略予定は9月15日にモロタイ、10月15日にタラウド、11月15日にサランガニ、12月20日にレイテ、などとなっており、リンガエンへの上陸時点でレノ5号に比較し40日短縮されていた。統合参謀本部はこの一部を採用し、サランガニ攻略にキングI、レイテ攻略にキングIIの名が付与された（日程はそのまま）。
ただし、フィリピンに足場を設けた後にどの方向に進攻するかについては、中華民国との連絡に重きを置いた台湾案とフィリピン奪回・制海権奪取に重きを置いたルソン島案を巡って対立があり、9月になってもなお議論の収拾をつけないまま棚上げされていた。この問題は10月3日の統合参謀本部決定でルソンに決着するが、キングII作戦自体はその以前より進められている状態にあり、フィリピン全体を奪回する作戦であった訳ではない。
8月29日、指揮権を移譲されたウィリアム・ハルゼーは第3艦隊を出撃させ、内南洋、フィリピン周辺の日本軍の拠点を順次空襲した（詳細は下記）。その際、ダバオ事件が起き、その渦中で撃墜されながらも味方の手で救助されたパイロットの報告などによって新たな情報を得た。このことでハルゼーは事前の予想以上に日本軍の戦力が弱体化していると判断し、レイテ島攻略の繰上げを具申した。この具申は軍中央で審議される過程で上級指揮官から大統領に至る支持を次々と取り付け、9月15日、攻略を2ヶ月繰り上げる決定がなされた。この時、サランガニの攻略は取り止められた。
ところで、フィリピンへの進攻には中部太平洋上からの進攻ルートと重なる面があった。また、フィリピンは南西太平洋方面軍が従来作戦地域としてきたパプア・ニューギニアと異なって近隣の味方航空基地とも離れた場所にあり、サランガニ攻略の取り止めでその傾向は更に拍車がかかった。更に、日本本土と南方資源地帯との航路を遮断する位置にあることから、日本軍の大規模な反撃が予想された。従って、太平洋方面軍の靡下にある太平洋艦隊の協力が不可欠であった。

## 作戦計画の概要
原勝洋によれば、キングII作戦は、次の作戦要領の説明で述べるように3つの段階からなっていた。

### 作戦要領
骨子は上記のとおりである。
1. 9月27日まで第3艦隊が中心となってパラオをはじめとする日本軍の拠点63箇所を順次空襲し、その間にフィリピン上陸後の後方拠点確保を目的としてペリリュー、ウルシーなどへの上陸を敢行する。その後、一旦後退し休養と補給を行う。
2. 10月5日から15日（下記計画の戦闘計画では10日から13日）には第3艦隊が台湾、沖縄あるいは（および）台湾、北部フィリピンに対する空襲を実施。これはニューギニア各地から出撃する第7艦隊と連動しており、その陽動の意味も兼ねる。台湾沖航空戦はこれにより発生した。
3. 10月17日には第7艦隊は現場海域に到着し、10月20日から30日にかけて、レイテ島上陸作戦を敢行、第3艦隊は第7艦隊の要請に応じて支援を行いつつ、反撃あるいは逆上陸支援のため出撃してくるであろう艦隊をはじめとする日本軍への対処を行なう。

### 第3艦隊
8月当時、太平洋艦隊の主力である機動部隊の指揮は、第5艦隊と呼ばれ、レイモンド・スプルーアンスが指揮をとっていたが、基本的には一作戦（戦役）ごとにハルゼーと交代することになっており、一方が作戦中にもう一方が後方で次の作戦を練る体制とし、この仕組みを推奨したのは太平洋艦隊司令長官チェスター・ニミッツであったが、指揮官の疲労を逓減する狙いがあった。ハルゼーの指揮する第3艦隊司令部は当初、書類上だけの存在であったが、徐々にスタッフを集め、1944年春に組織として始動した。スプルーアンスからの指揮の引継ぎは8月26日になされた。ハルゼーはハワイ会談の際にフィリピン攻略を進める進言をしており、前職の南太平洋方面軍司令官時代からマッカーサーとの関係は良好であった。
本作戦の内容面で注目すべきは、ニミッツがハルゼーに下した命令に但し書きを加えていたことである。そこには、第3艦隊の攻撃の結果日本艦隊が出撃してきた場合、作戦のどの段階であろうと最優先でこれを叩くというものであり、その任務は第7艦隊の支援にすら優越するというものである。
このような計画が生まれた背景にはマリアナ沖海戦の顛末が影を落としている。このときスプルーアンスはサイパンに上陸する両用戦部隊の支援と護衛を最優先事項とし、日本艦隊の追撃を行なわなかった。そして、同海戦時には第3艦隊の上級参謀が観戦目的で乗組み、一部始終を直接目撃していた。そのため、スプルーアンスは海戦後各所より消極性について批判を受け、決定的な戦果を挙げられなかった結果に不満を抱いたハルゼーと参謀団は作戦要領を練った際に、上記のような攻撃的な方針を纏め、ニミッツはそれを許可したのであった。ただし、艦隊攻撃以外の後方拠点への空襲については、「マッカーサー軍に対する直接掩護の必要があれば、いつでもその任に当たる、という諸制限は相変わらず存在する」と10月19日にも釘を刺されている。

### 潜水艦
10月23日の時点でアメリカ海軍はハワイとアジアの間に44隻の潜水艦を配置し、監視を行っていた。別の資料によれば、太平洋艦隊直轄の潜水艦隊である第17任務部隊は豊後水道からフィリピン周辺までの海域に3隻が1群となって21隻が展開、第7艦隊指揮下の潜水艦隊である第77任務部隊第1群はフィリピン西部などに7隻を配置しており、海戦時に栗田艦隊を襲撃したのは後者である。このように潜水艦の指揮系統も2つに分かれていたが、ハルゼーは台湾沖航空戦の直前に、第3艦隊が進出する当該海域で行動中の太平洋艦隊の潜水艦群を自分の指揮下に置くように要求し、ニミッツに却下された。その理由は潜水艦の任務には通商路攻撃も含まれるからであった。ニミッツは代案として潜水艦30隻を送り込み、可能な限り支援をさせる旨を伝えたが、ハルゼーはその配置計画を見てあちこちに穴があると応えた。このことを含め、潜水艦による敵情監視は後に日本の機動部隊発見を混乱させる元となった。

### 指揮権
本作戦では南西太平洋軍の流れと南太平洋軍の流れが合流する位置にあることから、連合幕僚長会議（Combined Chiefs of Staff）は統一行動の為に指揮権の改定を行い、作戦の最高指揮官をマッカーサーとした。ただし、第3艦隊は引き続きニミッツの命令系統に保持され、本作戦の際共同して行動するという体制がとられた。
また、従来南西太平洋方面軍に属する第7艦隊の兵力は弱勢であった。しかし、ダバオ事件（詳細はレイテ沖海戦参照）の影響で本作戦が2ヶ月繰り上げられることが決められ、その際中部太平洋方面軍から海軍のウィルキンソン中将が指揮する両用戦部隊の第7艦隊への移管が図られ、大幅な増強があった。具体的には、9月13日、ハルゼーからの進言を受けたニミッツが、キングに対してヤップ攻略を取り止め、パラオは攻略したいと電報を送り、それによりヤップ攻略用の第24軍と両用作戦艦艇が浮くので、それをマッカーサーに割愛する申し出を電報で送ったのであった。これは当日夜急遽開かれた統合参謀長会議で認められ、統合参謀本部名でマッカーサーに申し出を受諾するように電報が打たれた。翌日マッカーサーはこれを認め、レイテ攻略を2ヶ月繰り上げる進言を行い、この進言は当時ケベックで開催していた米英軍事会議に諮られ、マッカーサーからの返電から僅か90分で一連の決定が下された。この措置により、第3艦隊は機動部隊と補給を担当する第30任務部隊第8群のみの編成となった。谷光太郎は同時期の日本側の意思決定プロセスと比較してこの即決振りを高く評価している。

### C3（指揮・情報・通信）
指揮については他の項でも述べたが、本節で述べるのは、よりハード的要素の強い事項である。

#### 指揮・通信
ハルゼーは第5艦隊を引き継ぐ際に旗艦として空母部隊に随伴可能な速力を持ち、航続距離に優れる艦載機を持つ敵機動部隊に間合いを詰めた際に、敵の攻撃から司令部機能を喪失しない防御力を持つ艦としてアイオワ級戦艦を要求、これは受け入れられハルゼーは24日にニュージャージー(USS New Jersey, BB-62 ) を率いて真珠湾を出港した。同艦は26日にサイパンに到着し、ハルゼーはスプルーアンスから指揮を引き継ぎ、艦隊の名も第3艦隊に変わった。その後直ちに第1段階の日本軍拠点への空襲を指揮した（別記）。ハルゼーは思いつきで作戦行動を取る傾向があり、その命令を確実に遂行するために第3艦隊司令部は大きくなり、約200名（内士官50名）が配員され、連絡係は18名いた。この陣容はスプルーアンスの司令部の倍であったという。また、カール・ソルバーグは『決断と異議』の後書きでインタビューを行なった者の内23名が1944年10月第3艦隊の参謀をしていたと述べている。
第7艦隊による上陸作戦の総指揮には輸送船を改装して指揮通信設備を備えた揚陸指揮艦ワサッチ(USS Wasatch, AGC-9 )が使用された。本艦は海事委員会（Maritime Commission）型の標準型貨物船C2-S-B1型（満載排水量12,560トン）をベースとするアパラチアン型（Appalachian class ）の1艦であり、同艦種の存在は大戦中軍極秘とされ、戦後公表された。本型は広く、豊富な指揮通信能力と電子装備、作戦指揮用のスペースを持っている。揚陸指揮艦は直接戦闘を行わない艦種であるため、本型の武装は船首尾に配した2基の5インチ単装砲、および数基の40mm機銃程度である。大和の場合、煙突と後檣の間に傾斜したアンテナマストを設置しているが、それでも展張するアンテナの大きさは10m程度が限界であり、アメリカ戦艦では多数の垂直ホイップアンテナを煙突周辺に配置したケースもあった。一方本型の場合、前後のデリック支塔と船橋はそれぞれ30m以上離隔しており、この配置を徹底的に活用してアンテナの展張を行っている。このレイアウトは、戦闘艦艇のように砲の配置や射界による制約がない商船船型で可能なものであった。なお、下記に述べる低周波向けのアンテナの送受信能力を良くするには、波長に比例した大きなものを使用することが望ましい。また、大口径主砲発砲の際の爆風（ブラスト）でアンテナが振動することもない（なお、日本側の事例であるが、充実した旗艦設備と紹介されることの多い戦艦大和はシブヤン海海戦時、自艦の強大な対空砲火によりアンテナを損傷したり、火砲の発砲による振動で通信室が使用不能となる弊害が報告されている）。
本型には司令部要員は368名乗組んでいた。指揮系統・職務の割当については不明であるが、アメリカ軍は両用作戦の規模に応じて指揮艦の数を変えており、本作戦では揚陸4個師団、予備2個師団に対してアパラチアン型を中心に計6隻が充てられた。

#### 短波通信
佐藤和正は著書『レイテ沖海戦』で謎の反転問題を論じた際、日本海軍の短波通信の扱いについて触れている。それによると太陽黒点活動等自然界の悪影響は12-13MHz付近で強く現れ、2-4MHzでは小さいことを発見した日本海軍は低周波での艦隊通信を確立する必要を認識し、その開発に着手したものの太平洋戦争を迎えて広く実用するには至らなかったことを述べている。一方、下記の作戦計画の通信計画では各隊・目的別の周波数割当についての記載があり、そこには2-4MHzの周波数が多く記されている。一例としては、第7艦隊第77任務部隊司令官より第3艦隊司令官への割当は4,135Kcsの電信（CW）である。なお、電信は当時の通信で一般的に主用されていた手段であった。
また、揚陸作戦の指揮との関連では近垂直放射空間波（Near Vertical Incidence Skywave,NVIS）の活用があった。これは、アメリカの無線技術者で博士のハロルド・ベバレッジ（Harold Beverage）により発想されたものである。短波は直接波（地上波）と空間波（反射波）により伝播するが、近距離ではその両方が伝達しない不感帯が存在する。これを解消するために、高角度で電波を発射する事で短波でも近距離で通信を行おうとするものである（詳細は外部リンク）。密林での通信確保には有用な方法で揚陸指揮艦と上陸部隊との通信確保に使われ、よく知られた事例としては1944年6月のオーバーロード作戦にてアンコン（英語: USS Ancon (AGC-4)）が使用し、トラブル無く作戦を成功させるのに寄与した例があった。この手法はその後も重用され、朝鮮戦争、ベトナム戦争などでも使われた。なお、アンテナの設置はダイポールと異なり水平かつ波長に対して低い位置（0.1～0.25波長）で行う。

#### 情報
ニミッツは太平洋艦隊司令部と同じ敷地にある情報部門のウルトラや通信傍受の解析結果から毎日日本軍の動向について報告を受け、それを元に前線の第3艦隊などに指示を出していた。この情報は本作戦でも、有用な結果をもたらすこともあれば、誤った方向に推測を導く事もあった。
また、アメリカ軍はガダルカナル島の戦いの頃から士官による文書伝達制度（Officer Messenger Service）を設け、直接文書を携行させて南太平洋方面軍と南西太平洋方面軍との連絡を行なっていた（後年この戦いのノンフィクションを執筆したカール・ソルバーグもその任務の経験があった）。この仕組みは電信によるよりも資料の伝達が早いことがあり、アメリカ軍は重用していた。本作戦でも両組織の連絡調整を緊密且つ迅速に行なう必要が生じ、連絡将校が派遣された。
さらに、情報の共有化については次のような事実が知られている。従来から第3艦隊は、南西太平洋方面軍からあらゆる情報を貰えるように資料づくりなどを図ってきたが、8月頃になると南西太平洋方面軍は多くの情報を保有していた。第7艦隊の情報本部には士官だけで150名がおり、マラッカム大佐が指揮を取っていた。集められた情報の形態としてはSIGINTの他HUMINTがあり、海図、地図、写真、戦況報道、各種報告書等を各前進基地や艦隊に送る仕組みが完成していた。これらの活動の根本にはフィリピンのゲリラ、コースト・ウォッチャー、捕虜からの尋問などがありゲリラの情報に大きな関心が寄せられた。海軍乙事件で押収した新Z作戦の計画書も回送されていたが、マリアナ沖海戦には間に合わず、本作戦遂行時も、一部の情報士官以外はそこから日本軍の活動推定に有用な情報を見出す事が出来なかった。

## 作戦計画
9月26日の段階で南西太平洋方面軍（主に第7艦隊）向けに発令された作戦計画13-44について、冒頭主要部を日本語に翻訳すると概ね次のようになる。詳細は計15の別紙に記載されている。日程的にも第2段階以降のものであり、主な記述は第3段階となる。作戦の計画文書は連合陸海軍（Combined Allied Naval Forces,CANF）、南西太平洋軍（Southwest Pacific Area,SWPA）の連名となっており、マスケティーアからの継続性が見て取れる。別紙の作戦要領、日程等に示されているがA-dayは10月20日を示している。この編制は9月26日時点のものであり、細部では実際の作戦時と異なる部分もある。第3艦隊についてはレイテ沖海戦#戦闘序列（連合軍）のを参照のこと。
MUSKETEER

KING II
連合陸海軍（Combined Allied Naval Forces,CANF）

南西太平洋方面軍（Southwest Pacific Area, SWPA）

- 作戦計画 13-44
注意
あらゆる予防措置をとり、この計画が敵中に落ちる事を防止すること。
もし艦船に拿捕或いは亡失が差し迫った際には、この計画は完全に破棄される。
軍機
| A4-3(6) Serial: 00022 軍機 | 連合国海軍部隊司令官、SWPA 並びに 第7艦隊司令官 中部フィリピン攻撃軍 第77任務部隊 軍司令部 ホーランディア、蘭領ニューギニア 1944年9月26日1200時 |

作戦計画

CANF, SWPA NO. 13-44
任務組織
1. 77.1 指揮群

77.1.1 艦隊旗艦部隊　　　グラナム（GRANUM）海軍大佐

77.1.2 巡洋艦部隊　　　コニー（CONEY）海軍大佐

司令官支援用航空機、中部フィリピン

攻撃軍　　　ホワイトヘッド（WHITEHEAD）海軍大佐
2. 78. 北部攻撃部隊　　　バーベイ（BARBEY）海軍少将
| | |
| - 揚陸指揮艦（AGC）1 - 揚陸指揮艦（RAGC）2 - 攻撃兵員輸送艦（APA）17 - 兵員輸送艦（AP）4 - 高速輸送艦（APD）5 - 攻撃貨物輸送艦（AKA）4 - 貨物輸送艦（AK）2 - 駆逐艦（DD）12 | - ドック型揚陸艦（LSD）5 - 歩兵揚陸艦（LSI）3 - 中型揚陸艦（LSM）12 - 戦車揚陸艦（LST）95 - 一等機雷敷設艦（CM）1 - 艦隊航洋曳船（ATF）2 - UDT 6 多用途、護衛並びに哨戒用艦艇 支援群 両用作戦配属、駆逐艦（DD）12 |
3. 79. 南部攻撃部隊　　　ウィルキンソン（WILKINSON）海軍中将
| | |
| - 揚陸指揮艦(AGC) 3 - 攻撃兵員輸送艦（APA）21 - 兵員輸送艦（AP）5 - 避難用輸送艦（APH）1 - 車両揚陸艦（LSV）2 - 攻撃貨物輸送艦（AKA）6 - 貨物輸送艦（AK）2 - ドック型揚陸艦（LSD）5 | - 中型揚陸艦（LSM）6 - 戦車揚陸艦（LST）55 - 駆逐艦（DD）28 - 艦隊航洋曳船（ATF）3 - 救難艦（ARS）2 - 揚陸艇工作艦（ARL）1 - 多用途、護衛並びに哨戒用艦艇 |
4. 77.2 爆撃・砲火支援群　　　オルデンドルフ（OLDENDORF）海軍少将
5. 77.2.1 砲火支援群（北）　　　ウェイラー（WEYLER）少将
  - 旧式戦艦（Old Battleship,OBB）3
  - 駆逐艦（DD）3
6. 77.2.2 砲火支援群（南）　　　オルデンドルフ（OLDENDORF）海軍少将
  - 旧式戦艦（OBB）3
  - 重巡洋艦（CA）3
  - 軽巡洋艦（CL）3
  - 駆逐艦（DD）13
  - 小型水上機母艦（AVP）1
7. 77.3 近接援護群　　　バーケイ（BERKEY）海軍少将
  - 重巡洋艦（CA:Royal Australian Navy,RAN)2
  - 軽巡洋艦（CL）2
  - 駆逐艦（DD）7
8. 77.4 護衛空母群　　　T.L.スプレイグ（T.L. SPRAGUE）海軍少将
  - 護衛空母（CVE）18
  - 駆逐艦（DD）9
  - 護衛駆逐艦（DE）14
9. 77.5 掃海・測量群　　　ラウド海軍中佐

77.5.1 
  - 敷設駆逐艦（DM）2
  - 掃海艇（AM）10
  - 掃海駆逐艦（DMS）7
  - 機動掃海艇（YMS）24
  - 高速輸送艦（APD）1

77.5.2 第7艦隊より配属した測量調査船　　　海軍中佐
10. 77.6 海岸処分群　　　- 少佐
11. 77.7 役務群　　　グローバー（GLOVER）海軍少将

注意
記載箇所で
1. 全般状況
連合軍は次の線: マリアナ-ウルシー-パラオ-モロタイ
に沿って占領しており、そして東部よりフィリピンに向けた諸処の進出を調整している。空母並びに沿岸の基地航空機による攻撃は、フィリピンの敵航空部隊を著しく減勢させている。日本がフィリピンに配置した航空部隊は消耗した状態に陥っており、それは我が方の艦載機が持つ能力により、特定の地域の制空権を確立することが、東部フィリピンの沿岸一帯のどの地点においても可能だからである。航空機と潜水艦による攻撃は甚大な損失を敵船腹に与えており、それ故に敵のフィリピン各部隊への兵站支援は大きな障害を抱えている。
  1. 
日本の主力艦艇の正確な配置は不明であるが、戦力見積もりとしては空母10隻、戦艦5隻が本土近海に、空母1隻、戦艦4隻がマレー水域に在ると見られる。

  2. 
主に護衛目的の魚雷艇から成る小部隊は、フィリピン群島の閉塞された水域で主要な守備兵力を成している。

  3. 
レイテ湾水域、レイテ島東岸、並びにフィリピンの遮蔽された水域の大半は機雷敷設済みないしは敷設が進みつつある。

  4. 
フィリピン諸島は蜂の巣状になっている為広範囲に網の目のように航空基地が在り、敵は遠方の基地から攻撃をかける際の中継地としてこれらを活用することが出来る。

  5. 
52の作戦可能な航空基地がレイテのタクロバンから半径360マイル以内に存在する。100マイル以内に在る主要な基地群は、ネグロスに3箇所、パネー（PANAY）に2箇所、セブに1箇所、レガスピーに1箇所、そしてカガヤン・デル モンテ（CAGAYAN-DEL MONTE）地区に3箇所である。

  6. 
日本の陸上、海上、航空兵力で中部フィリピンに配置した部隊の主力は、セブ-ロス ネグロス-パネー地区に集中している。

  7. 
敵陸軍はレイテ島に戦闘部隊12,000名を4000名の輜重兵と共に配置していると見積られている。これらの部隊は主にタクロバンおよびドラグ地区に参集している。装備には戦車と自走砲が与えられており、固定砲台は付近の浜を射界に収め防戦支援が可能なように配置されている。

  8. 
現在のところ確実な情報ではないが、レイテ島東岸の浜辺は、有刺鉄線、障害物、地雷により防御されていると思われる。

  9. 
サマール島は凡そ4000名の陸兵により保持され、主としてカルバヨグ（CALBAYOG）-カトゥバロガン（CATBALOGAN）地区に集結していると推定されている。

  1. 
親米的なフィリピンゲリラ部隊が組織され、武装し、軍として機能しており、レイテ島の山岳地帯に潜んでいる。

  1. 
敵は利用可能な全ての手段を用いてフィリピンでの上陸地を目標として反撃するであろう。

  2. 
敵は、攻撃を受けている島々への増援を企図する可能性がある。その戦策は海岸づたいの両用作戦で、主に夜間に小型船舶や艀を利用したものであろう。

  3. 
敵は更なる抗戦が無益だと判断した時には、目標地域から基幹人員の海上撤収を企図するであろう。

  4. 
敵は潜水艦による攻撃を図るであろうが、外海では限定された規模になると思われる。また、敵は小型潜水艦或いは潜航艇をレイテ湾で使用し、その推定接近経路はセブ島を起点としスリガオ海峡を抜けるものとなろう。

  5. 
重爆撃は敵戦力のうち強大なものを減殺するために用いることになる。

  6. 
広範囲に渡る掃海作業が必要と考えられ、浜辺には縦横に地雷と障害物が設置されていると見られる。

  7. 
多数機による散発的な空襲と撹乱目的の空襲は主として夜間に行われると見られる。

  8. 
夜襲については魚雷艇並びに魚雷艇駆逐艇によるものが予想される。

  9. 
敵航空機、水上艦、潜水艦の第一目標は輸送艦船と見られ、空母は第二目標と思われる。
2. 我が軍は海岸への上陸、輸送、揚陸、支援を船舶により行い、以って第6軍の構成要素として制圧、占領、展開の支援を南部フィリピンのレイテ地区で遂行することになる。
3. 1. 
指揮群は中部フィリピン攻撃軍司令官により割り当てられた任務を遂行する。

中部フィリピン攻撃軍司令官支援用の航空部隊は、その全支援用航空機が直接及び／或いは協力して作戦する。その際には航空作戦計画別紙"G"に準拠するが、文書が上空警戒（combat air patrol,CAP）または目標海域での対潜哨戒の統制を規定する場合は、それらに準拠する。

  2. 
北部攻撃部隊は合衆国陸軍第6軍司令部とその靡下の第10軍団（第1騎兵師団、第24歩兵師団、第98レンジャー大隊）を護衛をつけた上で輸送すること。A-3 dayには第98レンジャー大隊の指定兵力をホモンホン島の南の[スルアン（SULUAN）島]、北ダイナガット（DINAGAT）島[及びヒブソン（HIBUSON）島]に上陸させること。作戦上の統制は爆撃・砲火支援群より受けること。
A-dayのH-Hourには第10軍団主力をレイテ島北部タクロバン地区のホワイト・ビーチ（SAN RICARDO）、およびレッド・ビーチ（PALO）に上陸させること。A dayのW hourには第24歩兵師団の1個連隊（RCT）をグリーン・ビーチ（パナオン海峡）に上陸させること。A-dayに先立って湾口の制圧を確立し、中部フィリピン攻撃軍司令官の職責から解かれるまで、そこを保持すること。

意向調整のため、A-dayに先立って南部攻撃部隊が、艦砲射撃、夜間撹乱攻撃、水中処分部隊による海浜障害物除去を要請した際は、その命令を提供すること。砲火支援計画については付録 1 と別紙"E"に基づいて、砲火支援群（北）および近接掩護群に次の指示を与えること。まずこれら部隊の砲火支援区域への進出はA-dayに先立って行い、砲爆撃、夜間撹乱攻撃、近接砲火支援をA-dayに行う。またA-day以後必要に応じて、またはこれらの部隊が目標区域に到着次第統制を行うべきであると認められる場合にも、上記に沿って遂行すること。A-Day並びに爾後、我軍の水中処分部隊の作戦を統制、指揮すること。上記4事項が不要となった際には、砲火支援群（北）の任務を解くこと。近接支援群についても中部フィリピン攻撃軍司令官による作戦統制の必要性がなくなった際にはその任を解くこと。司令官支援用航空機を通して
北部攻撃部隊は中部フィリピン攻撃軍司令官支援用航空機によって特令で指定された航空機を統制する。対潜、対魚雷艇、対空防御の態勢準備について、その担任区域は付録 4および別紙"L"に示す。舟艇と人員を舟艇集結拠点に移送し、その際は舟艇集結計画別紙"I"に従うこと。救難作戦の統制と運用実施については救難計画別紙"J"に従うこと。所在海上先任指揮官（SOPA）が目標区域に居る場合には、空中警戒と対潜哨戒の準備、統制については航空計画別紙"G"に従うこと。
  3. 
南部攻撃部隊は合衆国陸軍第6軍靡下の第24軍団（第7師団および第96師団）を輸送しその護衛にあたること。揚陸はA-DayのJ-Hourに第24軍をオレンジ-ブルー・ビーチ（SAN JOSE）およびバイオレット-イエロー・ビーチ（DULAG）に対して行うこと。砲火支援計画付録1と別紙"E"に従って、爆撃・砲火支援群司令官に、A-Dayに先だち艦砲射撃および夜間撹乱射撃の指示を与え、その際は北部攻撃部隊の要請と我が隊の要請との調整にあたること。 海岸処分群司令官には、A-Dayに先立って海浜の障害物除去を指令し、その際は北部攻撃部隊の要請と我が隊の要請との調整にあたること。砲火支援群へ
A-Dayの砲火支援区域へ接近し、A-Dayと以後に砲爆撃、夜間撹乱射撃、近接砲火支援の指示を与えること。A-Dayの爾後は必要に応じて指示を与え、目標区域にてこれら部隊が到着次第統制を確実に行うこと。A-Dayには我が軍の水中処分隊に対し、統制、指揮を行うこと。爾後も同様とする。必要性がなくなった際には砲火支援群（南）を指揮から解くこと。司令官支援用航空機を通して、南部攻撃部隊は中部フィリピン攻撃軍司令官支援用航空機によって特令で指定された航空機を統制する。対潜、対魚雷艇、対空防御の態勢準備について、その担任区域は付録 4および別紙"L"に示す。舟艇と人員を舟艇集結拠点に移送し、その際は舟艇集結計画別紙"I"に従うこと。救難作戦の統制と運用実施については救難計画別紙"J"に従うこと。所在海上先任指揮官（SOPA）が目標区域に居る場合には、空中警戒と対潜哨戒の準備、統制については航空計画別紙"G"に従うこと。
  4. 
爆撃・砲火支援群はA-Dayに先立って砲爆撃、夜間撹乱射撃を行い、その際は南部攻撃部隊司令官の発した指示に従うこと。[攻撃部隊が目標に到着するまで海浜処分部隊および掃海部隊]の掩護および統制を行うこと。北部攻撃部隊の上陸準備はA-3 Dayより行う。海浜処分部隊の活動および掃海、繋留ブイ進出の掩護および統制をおこなうこと。海浜処分部隊が遂行した成果と浜の情報は直ちに、攻撃部隊司令官に急送すること。司令官支援用航空機を通して、中部フィリピン攻撃軍司令官支援用航空機の到着まで目標上空の支援航空機を統制すること。A-Dayに先だつ艦砲射撃の段階では、空海救難、救援部隊と協力を図ること。その際は付録4と別紙"G"の空海救難手順に従うこと。

  5. 
砲火支援群（北）は近接援護群による増強を受けて、A-Dayの砲火支援区域に接近すること。その際は北部攻撃部隊司令官の指示に従うこと。北部攻撃部隊司令官の命令指示書に従って爆撃および夜間の撹乱射撃、近接砲火支援を遂行すること。北部攻撃部隊司令官の指揮から解かれた際には、爆撃・砲火支援群司令官の指揮により報告および作戦を実施すること。

  6. 
砲火支援群（南）は、A-Dayの砲火支援地区に向けて接近を行うこと。その際は南部攻撃部隊司令官の指示に従うこと。南部攻撃部隊司令官の命令指示書に従って爆撃および夜間の撹乱射撃、近接砲火支援を遂行すること。命令があった際には、軽水上打撃部隊（部隊は第3艦隊第35任務部隊を含み、第3艦隊指揮官については作戦計画14-44）を中部フィリピン攻撃軍司令官による作戦上の統制から解放する。
  7. 
近接援護群は北部攻撃部隊司令官に護衛と目標地域への近接支援形態の準備について報告する。北部攻撃部隊司令官の発令した指示書に従って、A-Dayの砲火支援地区に向けて接近し、爆撃および夜間に撹乱射撃を遂行すること。
北部攻撃部隊司令官により発令を行った時には、中部フィリピン攻撃軍司令官に報告すること。

  8. 
護衛空母群は航空支援を行うが、その指示内容は計画の航空作戦の部、別紙"G"に拠る。

  9. 
掃海・測量群は音響、係留、（訳者注：磁気）感応機雷の掃海をレイテ湾地区にて行う。掃海計画は付録 3から別紙"E"に拠る。水路の測量を行い、航法支援に供するため指示通り組み入れること。掃海・測量群の作戦統制は所在海上先任指揮官（Senior Officer Present Afloat,SOPA）に命じる。

  10. 
海岸処分群はA-Dayに向けた準備段階では作戦統制を爆撃・砲火支援群司令官より受け、海浜の障害物の除去にあたり、その際は南部攻撃部隊司令官が準備した指示書に拠って行動すること。南部攻撃部隊が到着次第同軍司令官に報告する義務を負う。

  11. 
役務群は別紙"K"に拠り兵站支援を提供すること。 

  1. 
    1. 
本作戦計画は受領した時点より実施される。

    2. 
本計画実施のため所定位置に移動すること。移動計画は別紙Cに拠る。

    3. 
接近経路は進出計画付録 2から別紙Cに拠る。

    4. 
夜間避退の伝達については避退計画付録 4および別紙Eに拠ること。

    5. 
中部フィリピン攻撃軍司令官はA Day当日またはその後に空海救助作戦の調整にあたること。その際には付録 4および別紙Gに拠るものとする。

    6. 
各司令官が命じた移動については不可欠な情報であるので、それについての発信は全ての任務部隊、任務群および航空部隊の司令官に対して行い、不測の味方部隊との交戦を未然防止に留意すること。

    7. 
本作戦はマヌス（MANUS）、フィッシュハーフェン（FINSCHAFFEN）、並びにホーランディアより開始される。

    8. 
中部フィリピン攻撃軍の支援航空機は上空警戒（CAP）および対潜哨戒の実施および統制を受けるが、これは機が目標区域に所在する場合に適用する。中部フィリピン攻撃軍司令官不在の際には上空警戒および対潜哨戒は所在海上先任指揮官の指揮の下、司令官支援航空機の統制を目標区域にて受ける。

    9. 
小型水上機母艦（AVP）は爆撃・砲火支援群司令官にA-3 dayより報告を行い、戦艦、巡洋艦搭載の搭載機VO(Spotting Squadron)-VCS(Cruiser Scouting Squadrons,共に部隊符丁）の使用が認められる。爆撃・砲火支援群司令官から任を解かれた際には、これら搭載機は中部フィリピン攻撃軍司令官の作戦統制の下に復帰する。

    10. 
対潜哨戒は各攻撃部隊がその態勢を確立し、レイテ湾口を範囲として、以って我が艦隊の海域を防護する責務を負う。少なくとも各哨戒範囲にて1隻は哨戒を継続し、レーダーによる夜間哨戒を一様に行って航空機と同様に敵水上艦船に備え、日中は敵航空機を特に警戒すること。この哨戒は航空指揮艦に加えて実施する。何れかの攻撃部隊が不在の際には、哨戒の徹底は残留攻撃部隊によりなされる。

    11. 
攻撃部隊司令官は中部フィリピン攻撃軍司令官に対して詳細計画を提出し、合衆国陸軍第6軍司令官および南西太平洋方面最高司令官へ可及的速やかに写しを送付すること。

    12. 
潜水艦の安全航路、救命拠点、作戦地域、爆撃制限区域は付録 5および別紙Lに拠る。潜水艦作戦については別紙Hに拠る。

    13. 
魚雷艇作戦は付録 5と別紙Eに拠る。

    14. 
救難準備については救難計画別紙Jに拠る。

    15. 
太平洋軍（Pacific Ocean Areas Forces）と南西太平洋軍との担任区域は付録 6および別紙Gによる。

    16. 
関係する他航空部隊と自航空部隊との一般的な需品使用の調整については別紙Gに拠る。

    17. 
地理上の各参照点とその符丁は付録 1と別紙Lに拠る。

    18. 
A-Dayの目標期日について、タクロバン-ドラグ（TACLOBAN-DULAG）地区での大規模な揚陸は1944年10月20日としている。計画においては全ての揚陸を一斉に行うこととした。目標時刻であるH-Hour、J-Hour、並びにW-Hourは1000時とする。
4. 兵站、基地展開、衛生計画については別紙Kに拠ること。
5. 1. 
通信については、通信計画別紙Nに拠る。

  2. 
帯域ゼブラの時刻を全ての発信日時に対して用いること。現地時間は東経150度の西、南緯7度の北であり、地帯アイテムより-9時間の差である。発信の本文に記載する現地時間には時刻帯域の指定を追記すること。

  3. 
    1. 
指揮系統は別紙O記載の通り。

    2. 
中部フィリピン攻撃軍司令官は揚陸作戦の総指揮をとり、指揮は上陸部隊が浜を確保するまで継続する。浜に所在する部隊の指揮は、その後に上陸部隊指揮官に移行する。

    3. 
指揮の移譲は下記のように完遂するものとする：
      1. 
各海浜において上陸部隊が浜を確保したならば、現地上陸部隊指揮官は指揮の責を引継ぎ、現地攻撃群司令官に通知し、また当該の攻撃部隊司令官に報告する義務を負う。

      2. 
各攻撃部隊は全上陸部隊が海岸を確保し、海岸での指揮を移譲したならば、攻撃部隊司令官および軍団司令官は中部フィリピン攻撃軍司令官に報告を行い、軍団司令官は報告を継続する責を負う。

      3. 
全上陸部隊が海岸を確保した際には、第6軍司令官は中部フィリピン攻撃軍司令官に、自らが指揮をとる準備を成したこと、海岸の部隊の指揮が第6軍司令官に移行したことの報告を行うこと。指揮の移行を行った正確な時間は無電にて総司令部（G.H.Q.）に発信され、全司令官が留意することにある。

      4. 
各任務部隊並びに任務群司令官は本計画の任務組織に掲載しているが、本計画書は速達によるので受領を確認すること。

      5. 
ウィルキンソン海軍中将はマウント・オリンパスに座乗し、中部フィリピン攻撃軍の次席指揮官とする。

      6. 
中部フィリピン攻撃軍指揮官は他に宣言があるまではホーランディアに所在する。

T.C.キンケイド

海軍中将、
連合海軍部隊司令官

第7艦隊司令官並びに

中部フィリピン攻撃軍司令官
別紙
1. 軍隊区分
2. 作戦要領
3. 移動計画
  1. 
攻撃行動予定

  2. 
進出計画

  3. 
巡航指示書類
4. 所在海上専任指揮官（SOPA）指示書類.
  1. 
投錨地図
5. 攻撃計画
  1. 
砲火支援計画

  2. 
戦闘計画

  3. 
掃海計画

  4. 
撤収計画

  5. 
魚雷艇作戦指示書
6. 荒天対処計画
7. 航空計画
  1. 
航空支援計画

  2. 
航空通信計画

  3. 
航空作戦（図）

  4. 
空海救助手順

  5. 
戦闘機指揮官計画

  6. 
基地航空機及び空母艦載機間の調整

  7. 
偵察計画（図）
8. 潜水艦作戦
9. 舟艇集結計画
10. 救難計画
11. 兵站計画
12. 航海関連別紙
  1. 
地理上の参照点と符丁

  2. 
航路、給油海域、海上作戦海域

  3. 
時間および道程諸表

  4. 
作戦地域の海峡、港湾進出および各担任区域

  5. 
潜水艦安全航路、救命拠点、作戦区域、爆撃制限地域

  6. 
水路情報

  7. 
気象情報
13. 敵情判断別紙
14. 通信計画
15. 指揮系統

## 結果
作戦が進展するごとに台湾沖航空戦、十・十空襲、レイテ沖海戦が発生した。連合軍は一部に不備な点もあったもののこれらを計画通りこなし、反撃してきた日本軍に決定的打撃を与えた（詳細は各記事を参照のこと）。反撃による進攻スケジュールの遅れは2週間に過ぎなかった。以後、作戦の中心は10月3日の統合参謀本部決定に従いルソン島の戦い、硫黄島の戦い、沖縄戦に移行する。

## 文献
下記の物以外は「レイテ沖海戦」の文献欄を参照。
- 『丸スペシャル　比島沖海戦1　太平洋戦争海空戦シリーズ』丸スペシャル105　潮書房（1985年）
- 谷光太郎「第11章」『アーネスト・キング』白桃書房（1993年）ISBN 978-4561510215
- カール・ソルバーグ著、高城肇訳『決断と異議　レイテ沖のアメリカ艦隊勝利の真相』光人社　ISBN 4-7698-0934-4 (1999年邦訳初出、原書は1995年単行本)
  - 著者はTIME誌記者を経て軍に志願、空中戦闘情報（ACI）将校として南西太平洋軍に勤務、本海戦時は第3艦隊司令部に配属され旗艦ニュージャージーに乗組み従軍した。訳者は光人社創業者。
- 佐藤和正　『レイテ沖海戦　下巻』光人社NF文庫 ISBN 4-7698-2198-0（1998年）
- 神野正美『空母瑞鶴』光人社 ISBN 4-7698-1026-1 （2001年）
  - 1992年初出、1995年文庫化した本の改訂版。書名は個艦名がつけられているが、エンガノ岬沖海戦を米軍のアクションレポートを和訳し日本側戦闘詳報と比較。
- 原勝洋「第二部 レイテ沖海戦における大和艦隊の実態」『日米全調査 決戦戦艦大和の全貌』三修社　ISBN 4-3840-3389-3（2004年）